# Patimokkha

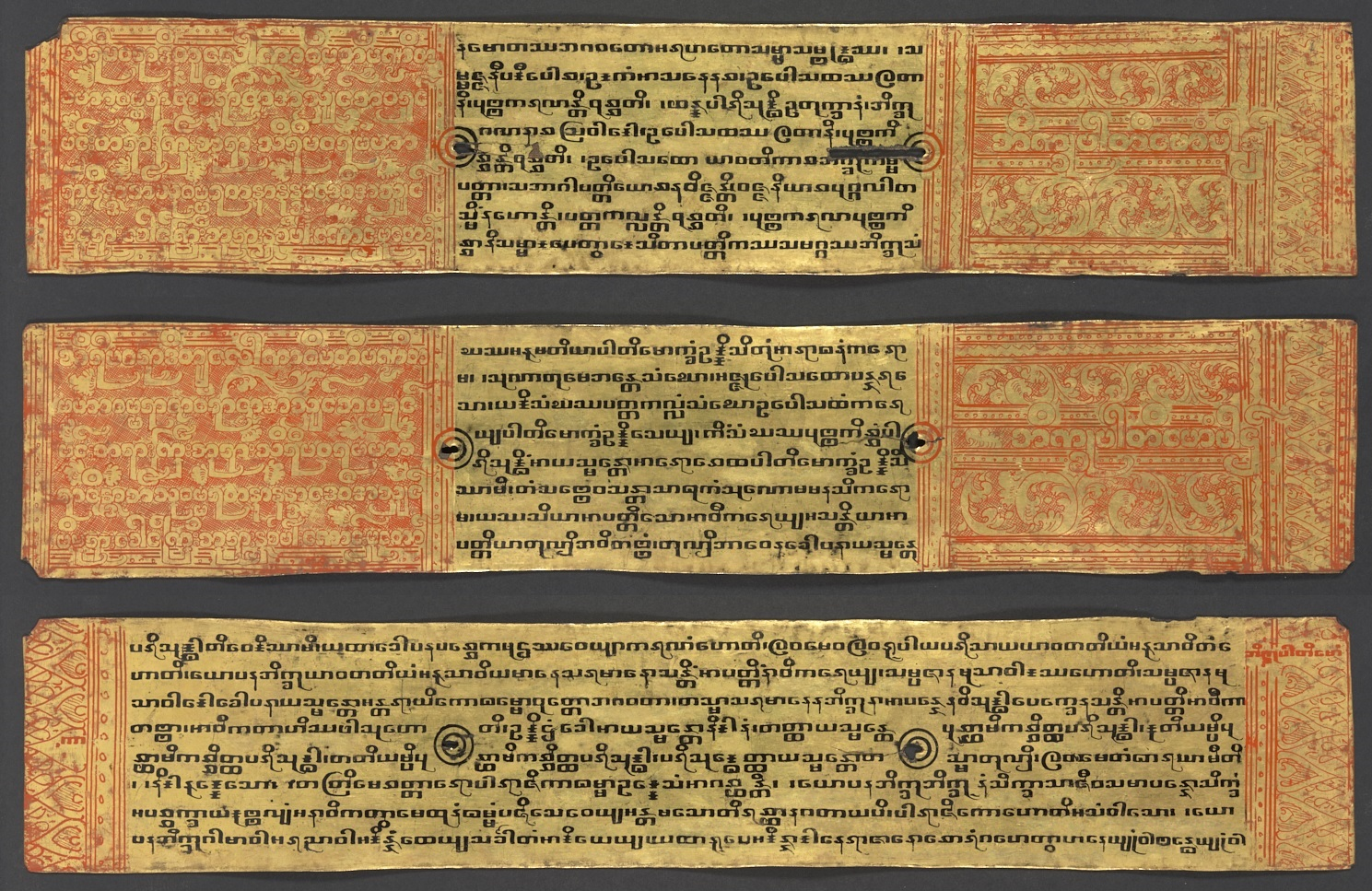
Extrait du code de discipline des moniales (Birmanie). Manuscrit pali, écriture carrée birmane, vers 1846-1853. Laque noire sur feuilles de palmier dorées. British Library.

Patimokkha (pali : pāṭimokkha) ou sanskrit : प्रतिमोक्ष pratimokṣa, prati signifiant « avancer », « en avant » et mokṣa, « libération » — au sens de libération du cycle des existences) est dans le bouddhisme le nom donné à l'ensemble des règles de conduite que doivent appliquer et respecter les membres de l'ordre bouddhiste, le sangha. Ces règles se trouvent dans la partie du Canon pali appelée Vinaya. Dans l'école theravada, elles sont au nombre de 227 réparties en sept sections pour les moines (bhikkhu), et de 311 pour les moniales (bhikkhuni). Mais ce nombre varie d'une école à l'autre. 
Le Pāṭimokkha fait partie du Suttavibhanga, division du Vinaya Pitaka.

## Description générale

### Signification du mot
Le sens précis du terme pāṭimokkha  n'est pas clair. Il s'agit peut-être de comprendre « ce qui doit être fait de manière contraignante » ou « ce qui permet de se libérer (de la souffrance) ». Philippe Cornu, lui, donne « libération par élimination (de ce qui mène à la souffrance) », précisant qu'en tibétain, ces vœux de praktimosha se traduisent par « libération individuelle ». Si l'on considère l'évolution du sens, pāṭimokkha  a dû, aux premiers temps du bouddhisme, noter une simple profession de foi dans les premiers enseignements du Bouddha, puis dans un deuxième temps, plus tard, renvoyer aux règles disciplinaires qui se sont peu à peu développées, à mesure que le sangha se développait et qu'il fallait des règles qui s'appliquent à des problèmes de conduite spécifiques qui apparaissaient. 

### Origine  et fonction

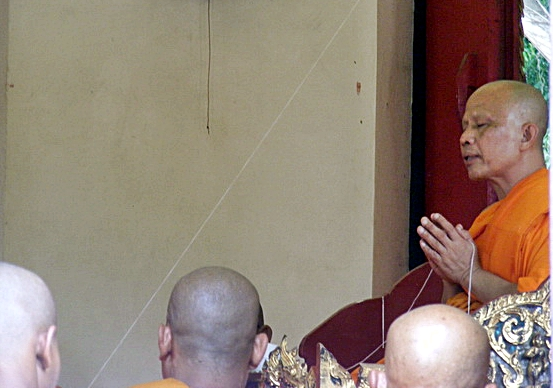
Moine bouddhiste au (Thaïlande) durant une uposatha.

Il existe plusieurs versions du code disciplinaire pour les moines et les moniales pleinement ordonnés. Il s'agit sans doute là de la partie la plus ancienne des différents vinayas. Il semble que les différents courants du bouddhisme indien se sont appuyés, pour se définir, sur le code monastique auquel ils adhéraient. Les différences d'interprétation qui en résultèrent donnèrent lieu à des conciles qui avaient pour tâche d'arbitrer les différends, mais finalement, ces désaccords débouchèrent sur des schismes qui donnèrent naissance à plusieurs écoles bouddhistes. Les préceptes contenus dans le pāṭimokkha  règlent la vie des moines et des moniales qui ont reçu la pleine ordination (upasampadā (en)) ainsi que celles des novices. Ces codes de préceptes fournissent des instructions précises et détaillées sur la prise de décisions éthiques, sur des questions matérielles comme la nourriture, les vêtements, l'habitat, l'ameublement, etc., ainsi que sur des questions d'étiquette et d'interactions sociales.

### Lespāṭimokkhaaujourd'hui
Des quelque dix-huit écoles de vinaya qui existaient dans l'Inde antique aux premiers siècles du bouddhisme, il reste aujourd'hui trois courants principaux : le pratimoksha des Theravada (rédigé en pali), suivi dans le bouddhisme au Sri Lanka, le bouddhisme au Bangladesh, le bouddhisme en Birmanie, au Cambodge, au Laos, en Thaïlande; le pratimoksha des Dharmaguptaka, suivi dans le bouddhisme chinois, le bouddhisme coréen, japonais, vietnamien et celui de Taïwan; le pratimoksha des Mulasarvastivada, suivi dans le bouddhisme tibétain, ainsi que le bouddhisme au Bhoutan, en Mongolie, au Népal et dans l'Himalaya indien ,.

### Points communs
Si ces différents courants ne présentent pas le même nombre de règles (en revanche, tous trois en comptent un nombre nettement supérieur pour les moniales), il y a un des éléments substantiels qui leur sont communs: ils ont une architecture semblable, tous avec des codes différents pour les hommes et les femmes, et une division des fautes (āpatti) en huit catégories,,. Ces catégories sont données par ordre de gravité décroissante.    
1. pārājika : fautes les plus graves entraînant la perte du statut de bhikkhu.
2. saṃghādisesa : fautes entraînant une réunion d'au moins vingt bhikkhu pour une purification adéquate.
3. aniyata : fautes sans témoin.
4. nissaggiya : fautes exigeant l’abandon d’un objet mal acquis.
5. pācittiya : fautes dues à la négligence.
6. pāṭidesanīya : fautes devant être dévoilées oralement.
7. sekhiya : fautes de conduite.
8. adhikaraṅasamatha : manières de régler un conflit.

### Confession
Autre point commun, la confession chaque quinze jours, durant la cérémonie de l'uposatha qui réunit les moines et les moniales, des transgressions des règles durant la quinzaine précédant la cérémonie, ce qui leur permet de racheter leurs fautes. Durant cette cérémonie — qui a lieu à la pleine lune et à la nouvelle lune, le pāṭimokkha est récité à la suite de la confession, mais seulement par les moines et les moniales, les novices n'étant pas autorisés à participer à la cérémonie.

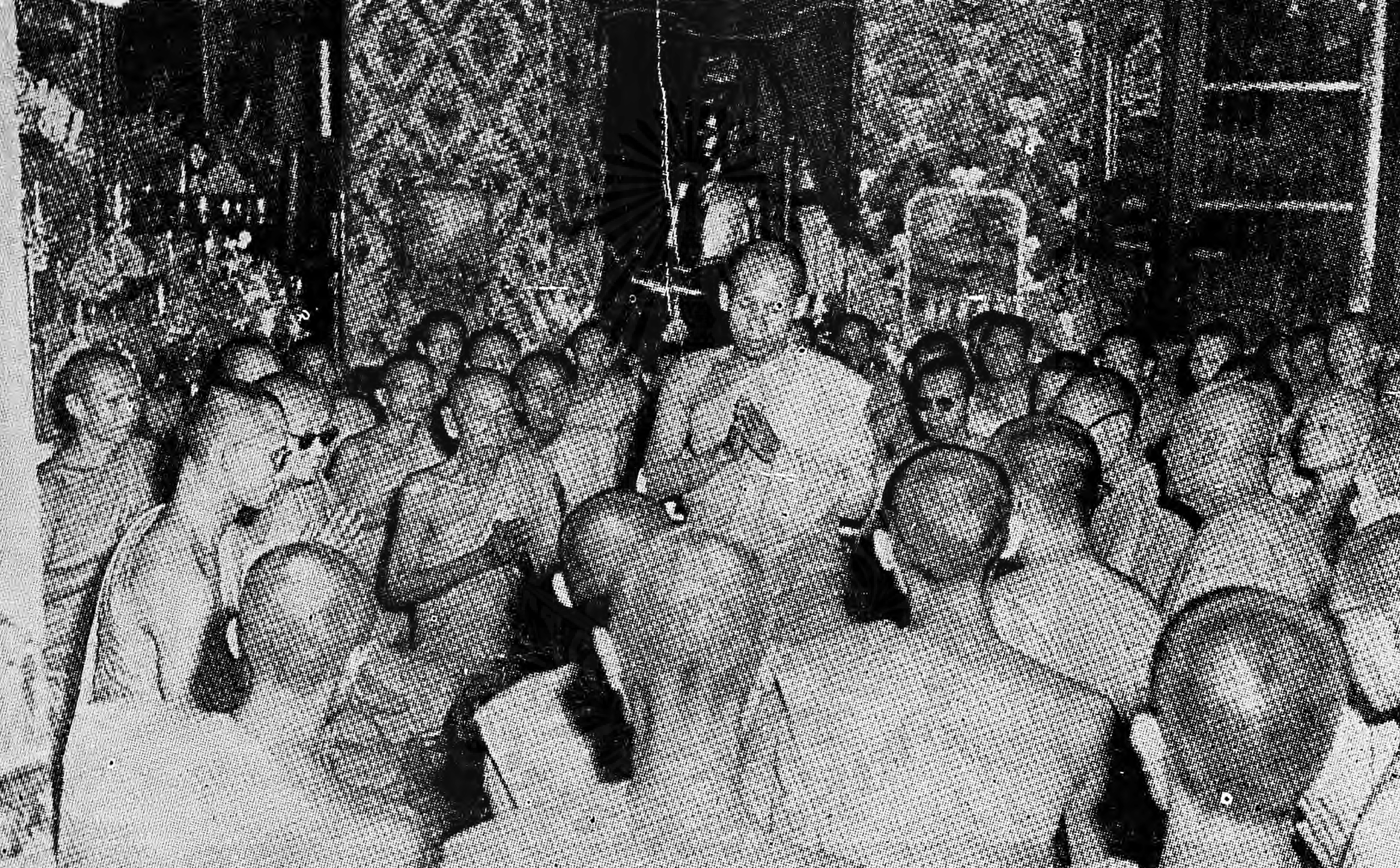
Le moine Bhumibala (qui est en fait le roi Rama IX de Thaïlande, durant les 15 jours où il fut moine) écoute la récitation du Pāṭimokkha dans la salle de l'uposadha du Wat Bowonniwet Vihara, le 3 novembre 1956.